# Mitja Zastrow
Mitja Zastrow (* 7. März 1977 in Mettmann, Deutschland) ist ein ehemaliger deutscher und niederländischer Schwimmer und heutiger Trainer.

## Werdegang
Zastrow begann seine Schwimmkarriere beim SV Bayer Wuppertal, wo er von Torsten Petsch trainiert wurde.
Im Jahr 1999 nahm er an den Kurzbahneuropameisterschaften in Lissabon teil und gewann in der 4-mal-50-Meter-Freistilstaffel mit Alexander Lüderitz, Stephan Kunzelmann und Kai Hanschmann in neuer Deutscher Rekordzeit von 1:27,76 Minuten die Silbermedaille.
Nach einem Konflikt mit dem Deutschen Schwimm-Verband (DSV) wurde Zastrow im Juli 2003 niederländischer Staatsbürger. Danach trainierte er bei der PSV Eindhoven, wo er weiter vom ebenfalls dorthin gewechselten Petsch betreut wurde. 2003 ging er bei den Schwimmweltmeisterschaften in Barcelona das erste Mal als niederländischer Staatsbürger an den Start. Doch diesmal warf ihn eine Rückenverletzung zurück und verhinderte ein Antreten bei den meisten Wettbewerben, für die er sich qualifiziert hatte.
Bei den Olympischen Sommerspielen 2004 in Athen gewann er gemeinsam mit Pieter van den Hoogenband, Johan Kenkhuis und Klaas-Erik Zwering die Silbermedaille über die 4 × 100 m Freistil.
Bei den Kurzbahnweltmeisterschaften 2008 in Manchester gewann er mit der 4 × 100-m-Freistilstaffel die Silbermedaille in Europarekordzeit.
Seine Schwimmkarriere wurde oftmals von Verletzungen gebremst. 2001, als er als deutscher Meister über die 100 m Freistil zu den Schwimmweltmeisterschaften 2001 in Fukuoka fahren sollte, verhinderte eine Handverletzung seinen Start. Im Jahr 2008 beendete Zastrow seine aktive Karriere und wurde Schwimmtrainer bei der SG Essen. 2017 wurde er als DSV-Bundestrainer der Junioren verpflichtet.
Zastrow hat ein chinesisches Schriftzeichen auf seiner linken Schulter tätowiert. Das Zeichen lautet „猴“ und heißt „Affe“.

## Rekorde
| Europarekorde (1)                                                       | Europarekorde (1) | Europarekorde (1) | Europarekorde (1) |
| ----------------------------------------------------------------------- | ----------------- | ----------------- | ----------------- |
| 4 × 100 m Freistil (Kurzbahn) (mit Lijesen, v. Velthoven und v. Aggele) | 03:09,18 min      | 9. April 2008     | Manchester        |
| (Stand: 7. August 2008)                                                 |                   |                   |                   |